# Willem Vorsterman
Willem Vorsterman (Zaltbommel, 15e eeuw - Antwerpen, 23 juli 1543) was een Zuid-Nederlandse drukker in Antwerpen in de eerste helft van de 16e eeuw.

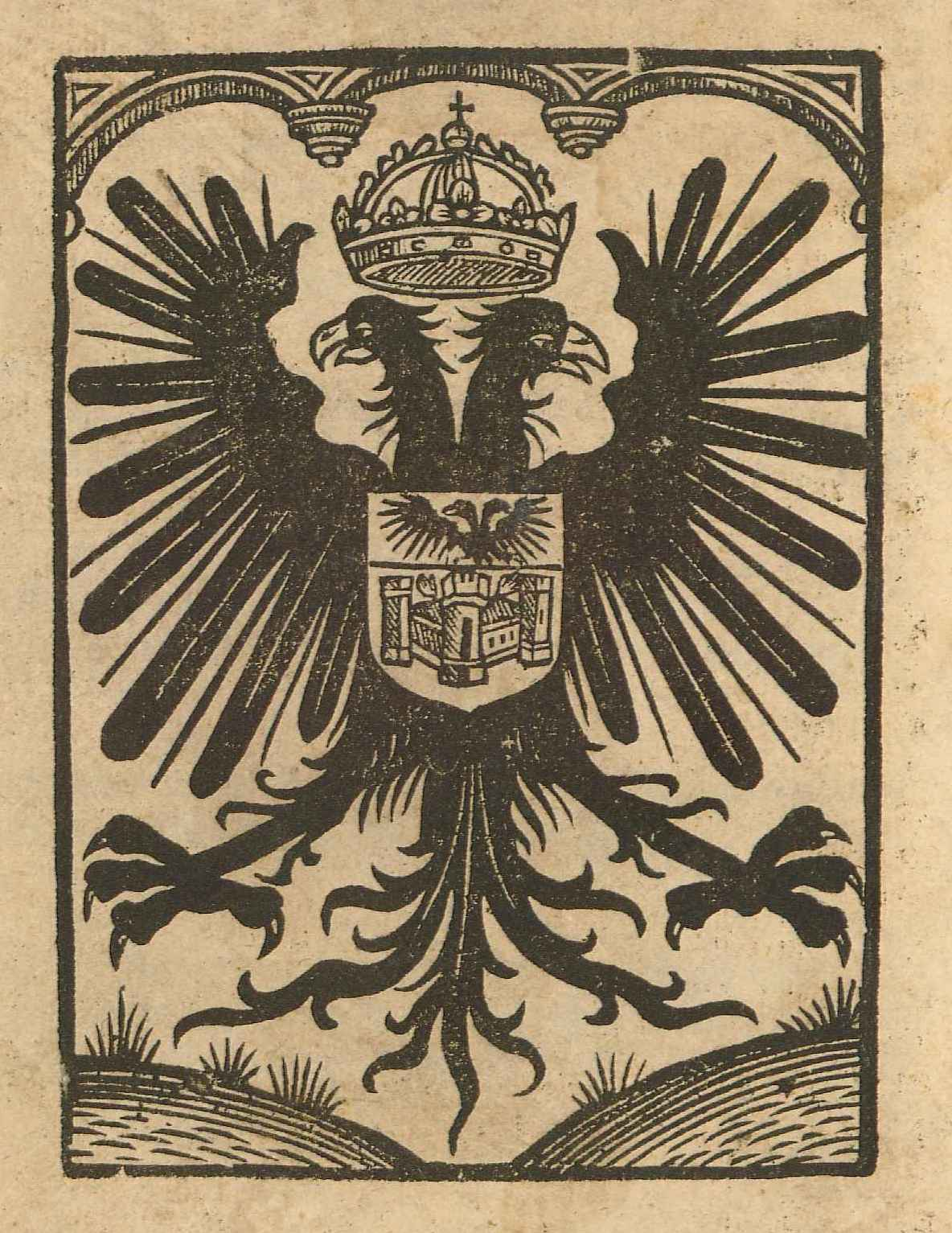
Drukkersmerk van Willem Vorsterman

## Drukker en uitgever
Vorsterman begon zijn drukkers- en uitgeversactiviteiten in Antwerpen omstreeks 1504 en werd daar een van de grootste drukkers. Hij bereikte een breed publiek door zijn verschillende uitgaven op godsdienstig en historisch vlak, proza, schoolboeken, almanakken, devotiewerken en een muziekboek. Hij drukte zowel de pauselijke bul tegen Luther in 1520 evenals zes Deense Luthervertalingen in 1531. Met meer dan 400 drukwerken tussen 1504 en 1543 was Vorsterman een van de grootste Antwerpse uitgevers in die tijd. Zijn uitgaven bevatten werken in het Latijn, Frans, Engels, Nederlands, Deens en Spaans.

## Vorstermanbijbel

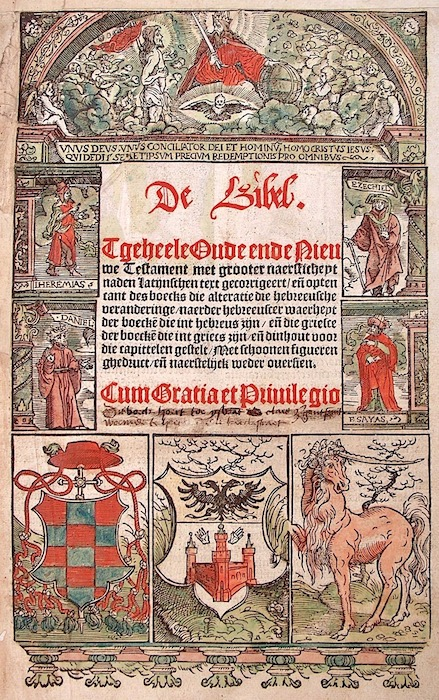
Voorblad van de editie van 1528

Willem Vorsterman is vooral bekend door zijn Bijbeluitgave van 1528. Daarvoor had hij drie onvolledige bijbels voor rooms-katholieken uitgegeven. In het totaal bracht hij zeker 19 edities van de Bijbel uit, waaronder 13 in het Nederlands. De Vorstermanbijbel in 1528 verscheen twee jaar nadat Jacob van Liesvelt, een stadsgenoot, de eerste gedrukte volledige Nederlandse bijbel had uitgegeven. De volledige Nederlandstalige uitgave van Vorsterman verscheen onder de titel: De Bibel. Tgheele Oude ende Nieuwe Testament met grooter naersticheyt na(ar)den Latijnschen tekst gecorrigeert. Hiervoor kreeg hij toestemming van de geestelijke en burgerlijke overheid. Hij zorgde ervoor dat de bijbel zowel door rooms-katholieken als door protestanten kon worden gebruikt. Het titelblad deed nogal 'rooms' aan met links onder het wapen van een kardinaal en kardinaalshoed en met grote letters de toestemming tot uitgave: ‘cum Gratia et Privilegio’.
Ook de protestanten lazen de Vorstermanbijbel omdat heel wat teksten uit de Liesveltbijbel (met gebruik van vertalingen van Luther) waren overgenomen. Deze bijbel in folioformaat bevat houtsneden van Jan Swart uit Groningen en Lucas van Leyden. Er kwamen acht drukken van deze uitgave.

## Excellente cronicke van Vlaenderen (1531)
Bij Vorsterman verscheen in 1531 ook het bekende historische werk 'Dits die excellente cronicke van Vlaenderen' op basis van teksten uit de Flandria Generosa en (wat betreft de 15e eeuw) het werk van Anthonis de Roovere en Romboud De Doppere. De volledige titel van het werk luidt: Dits die excellente Cronike van Vlaenderen beghinnende van Liederick Buc den eersten Forestier tot den laesten die door haer vrome feyten namaels Gravenvan Vlaenderen ghemaeckt worden, achtervolghende die rechte afcomste des voors. Graven tot desen onsen doorluchtigsten Hooghgeboren keyser Karolo, altijdt vermeerder des Rijcx. Deze druk is rijkelijk voorzien van houtsneden en behandelt de geschiedenis van Vlaanderen vanaf de tijden van Liederic de Buc, de eerste forestier van Vlaanderen (621) tot het jaar 1529. Vanaf 1515 is er sprake van een Antwerpse kroniek. Hoewel het zogezegd om een kroniek van (heel) Vlaanderen gaat, komen niet alle streken evenveel aan bod.

## Gedrukte werken
- 1504 Amerigo Vespucci, Mundus Novus
- 1506 John Cassian, Dit is der ouder vader collasie
- ca. 1509 Dat boexken vander missen
- ca. 1510 Lambertus Goetman, Den spieghel der jonghers
- 1511 of vroeger Den Herbarius in dyetsche, herdruk van een werk gepubliceerd door Johann Veldener in Leuven in 1484
- 1514 Bethlem, Een devote meditacie op die passie ons liefs Heeren Jesu Christi, tot 1540 verscheidene malen herdrukt
- 1515 Mariken van Nieumeghen
- 1515 H. Hieronumus, brieven (herdruk in 1533)
- 1516 Margarieta van Lymborch
- 1516 Der scaepherders kalengier
- 1517 Die rechte conste om alderhande wateren te destilleeren
- 1518-1525 Elckerlijc
- 1520 Een seer ghenoechlike ende amoroeze historie vanden eedelen Lansloet ende die scone Sandrijn
- 1520 Den droefliken strijt van Roncevale
- 1521 William Lily, Libellus de constructione octo orationis partium ad codicem germanicum pluribus locis restitutus
- 1522 John Fisher, Convuslio calumniarum Ulrichi Veleni Minhoniensis
- 1523 Robert Sherwood, Ecclesiastes latine ad veritatem hebraicam recognitus
- (ca. 1525) Galien Rethore
- 1527 Fasciculus mirre
- 1527 Een redelijck bewijs en verwinninghe der dolinghen
- 1528 Biblia, Nederlandse vertaling van de volledige Bijbel, ook uitgegeven in 1530, 1532, 1533, 1534 en 1542
- 1528 Joannes Custos Brechtanus, Syntaxis Brechtana de integro nuper recognita
- 1528 Pronosticatie, Dit is een seer wonderlijcke prophecie (ook in het Frans, zelfde jaar)
- 1529 Sebastian Virdung, Livre plaisant et très utile..."
- 1529 Jacques Lefèvre d'Étaples, Franse Bijbelvertaling
- 1529-1531 een reeks van werken in het Deens door Christiern Pedersen
- 1530 Petrus Sylvius, Tfundament der medicinen ende chyrurgien (herdruk 1540)
- 1531 Anthonis de Roovere en Romboud De Doppere, Dits die excellente cronike van Vlaenderen[1][2]
- 1533 Juan Luis Vives, Nederlandse vertaling van De subventione pauperum
- 1536 Beatus Rhenanus, Vita Erasmi
- 1536  Noel van Berlainmont, Vocabulare om lichtelic francois te leren lezen scriven ende spreken
- 1537 Bernardus van Clairvaux, Een suyverlijck boecxken (herdruk 1540)
- 1538 La noble science des joueurs d'espée
- 1538 Historie vander coninghinnen Sibilla
- 1539 Dye Cronijcke van Hollant, Zeelant ende Vrieslant van alle geschiedenissen int corte, met dye Cronijcke van den Bisscoppen van Wtrecht, hoe dat Hollant eerst begrepen is, geduerende totten Jare 1539
- 1540 De verloren sone
- 1540 Dit sijn die wonderlijcke oorloghen vanden keyser Maximiliaen
- 1542 Nicolaus van Esch, Dye groote evangelische peerle vol devoter ghebede